# Robert Kelly
Cet article concerne poète américain. Pour le chanteur de RnB, voir R Kelly. Pour le footballeur, voir Bob Kelly (football).
Robert Kelly, né le 24 septembre 1935 à Brooklyn (New York), est un poète américain associé au mouvement littéraire Deep image.

## Œuvres
- Armed Descent, New York: Hawk's Well Press, 1961.
- Her Body Against Time, Mexico City: Ediciones El Corno Emplumado, 1963.
- Round Dances, New York: Trobar Press, 1964.
- Enstasy, Annandale: Matter, 1964.
- Lunes/Sightings, with Jerome Rothenberg, New York: Hawk's Well Press, 1964.
- Words in Service, New Haven: Robert Lamberton, 1966.
- Weeks, Mexico City: Ediciones El Corno Emplumado, 1966.
- Song XXIV, Cambridge: Pym-Randall Press, 1966.
- Devotions, Annandale: Salitter, 1967.
- Twenty Poems, Annandale: Matter Books, 1967.
- Axon Dendron Tree, Annandale: Salitter, 1967.
- Crooked Bridge Love Society, Annandale: Salitter, 1967.
- A Joining: A Sequence for H:D:, Los Angeles:Black Sparrow Press, 1967.
- Alpha, Gambier, Ohio: The Pot Hanger Press, 1967.
- Finding the Measure, Los Angeles: Black Sparrow Press, 1968.
- Sonnets, Los Angeles: Black Sparrow Press, 1968.
- Songs I-XXX, Cambridge: Pym-Randall Press, 1968.
- The Common Shore, (Books 1 - 5) Los Angeles: Black Sparrow Press, 1969.
- A California Journal, London: Big Venus Books, 1969.
- Kali Yuga, London: Jonathan Cape, 1970. A Cape Goliard Book.
- Flesh Dream Book, Los Angeles: Black Sparrow Press, 1971.
- In Time, West Newbury: Frontier Press, 1971
- Cities. West Newbury: Frontier Press, 1972.
- Ralegh, Los Angeles: Black Sparrow Press, 1972.
- The Pastorals, Los Angeles: Black Sparrow Press, 1972.
- Reading Her Notes, Uniondale: privately printed at the Salisbury Press, 1972.
- The Tears of Edmund Burke, Annandale, privately printed, 1973.
- The Mill of Particulars, Los Angeles: Black Sparrow Press, 1973.
- The Loom, Los Angeles: Black Sparrow Press, 1975.
- Sixteen Odes, Los Angeles: Black Sparrow Press, 1976.
- The Lady Of, Los Angeles: Black Sparrow Press, 1977.
- The Convections, Santa Barbara: Black Sparrow Press, 1977.
- The Book of Persephone, New Paltz: Treacle Press, 1978.
- Kill the Messenger, Santa Barbara: Black Sparrow Press, 1979.
- Sentence, Barrytown: Station Hill Press, 1980.
- Spiritual Exercises, Santa Barbara: Black Sparrow Press, 1981.
- The Alchemist to Mercury: an alternate opus, Uncollected Poems 1960-1980, edited by Jed Rasula, Berkeley: North Atlantic Books, 1981.
- Mulberry Women, with drypoints by Matt Phillips, Berkeley: Hiersoux, Powers, Thomas, 1982.
- Under Words, Santa Barbara: Black Sparrow Press, 1983.
- Thor's Thrush, Oakland: The Coincidence Press, 1984.
- Not this Island Music, Santa Rosa: Black Sparrow Press, 1987.
- The Flowers of Unceasing Coincidence, Barrytown: Station Hill Press, 1988.
- Oahu, Rhinebeck: St Lazaire Press, 1988.
- Ariadne, Rhinebeck: St Lazaire Press, 1991.
- Manifesto for the Next New York School, Buffalo: Leave Press, 1991.
- A Strange Market, (Poems 1985-1988), Santa Rosa: Black Sparrow Press, 1992.
- Mont Blanc, a long poem inscribed within Shelleys, Ann Arbor, Otherwind Press, 1994.
- Red Actions: Selected Poems 1960-1993, Santa Rosa, Black Sparrow Press, 1995.
- The Time of Voice, Poems 1994-1996, Santa Rosa, Black Sparrow Press, 1998, 188 p. (ISBN 978-1-57423-079-6, lire en ligne)
- Runes, Ann Arbor, Otherwind Press, 1999
- The Garden of Distances, with Brigitte Mahlknecht, Vienna / Lana, Éditions Procura, 1999
- Unquell the Dawn Now : a collaboration with Friedrich Holderlin Schuldt, McPherson, 1999
- Lapis : Poems, Black Sparrow Press, 2005, 221 p. (ISBN 978-1-57423-186-1, lire en ligne)
- Shame = Scham : a collaboration with Birgit Kempker, McPherson, 2005
- Samphire, Backwoods Broadsides Chaplet Series Nº 97 , 2006
- Threads, First Intensity Press, 2006
- May Day, Parsifal Éditions, 2006